# Азереду, Луис
Луис Азереду (порт.-браз. Luiz Azeredo; 10 июня 1976, Сан-Паулу) — бразильский боец смешанного стиля, представитель лёгкой и полусредней весовых категорий. Выступал на профессиональном уровне в период 1997—2011 годов, известен по участию в турнирах таких бойцовских организаций как Pride, Bellator, Yarennoka!, Cage Rage, Jungle Fight, Shooto и др.

## Биография
Луис Азереду родился 10 июня 1976 года в Сан-Паулу. В течение многих лет серьёзно занимался кикбоксингом, проходил подготовку под руководством тренера Рудимара Федригу, состоял в бразильских бойцовских командах Chute Boxe Academy и Brazilian Top Team.

### Профессиональная карьера
Дебютировал в смешанных единоборствах на профессиональном уровне ещё в 1997 году на турнире Brazil Free Style: The Best Fighters, за один вечер провёл сразу три боя, в двух из которых выиграл и в одном проиграл.
В 2000 году возобновил карьеру бойца и нанёс первое поражение знаменитому соотечественнику Андерсону Силве, который впоследствии неоднократно признавался лучшим бойцом мира в средней весовой категории.
Имея в послужном списке восемь побед и только три поражения, в 2005 году Азереду привлёк к себе внимание крупнейшей японской организации Pride Fighting Championships и дебютировал здесь с победы раздельным решением на соотечественником Луисом Фирмину. Дважды выходил на ринг против японца Таканори Гоми и оба раза проигрывал ему: сначала в результате пропущенных ударов оказался в нокауте, потом уступил единогласным судейским решением. Запомнился в Pride впечатляющей победой нокаутом за 11 секунд над Наоюки Котани. Закончил выступления в организации поражением нокаутом от норвежского бойца Йоакима Хансена.
В 2006 году провёл один бой в английском промоушене Cage Rage, где единогласным решением судей одолел местного бойца Пола Дейли.
Стал участником новогоднего турнира Yarennoka! в Японии, но выиграть здесь не смог, проиграл единогласным решением японскому ветерану Тацуе Кавадзири.
В 2008 году выиграл по очкам у соотечественника Милтона Виейры, пытался закрепиться в крупном бразильском промоушене Jungle Fight, не сделать этого не смог. Выступал в различных небольших организациях по всему миру, так, в 2010 году на турнире Ring of Combat в США потерпел поражение от россиянина Михаила Малютина, тогда как на турнире Fight Festival в Финляндии побил местного бойца Нико Пухакку. Дважды дрался в крупной американской организации Bellator, один раз выиграл и один раз проиграл. Всего провёл на профессиональном уровне 25 поединков, из них в 15 одержал победу и в 10 случаях терпел поражение.

## Статистика в профессиональном ММА
| Боёв 25  | Побед 15 | Поражений 10 |
| -------- | -------- | ------------ |
| Нокаутом | 5        | 3            |
| Сдачей   | 4        | 1            |
| Решением | 6        | 6            |

| Результат | Рекорд | Соперник            | Способ                 | Турнир                               | Дата             | Раунд | Время | Место | Примечание |
| --------- | ------ | ------------------- | ---------------------- | ------------------------------------ | ---------------- | ----- | ----- | ----- | ---------- |
| Поражение | 15-10  | Рени Назари         | TKO (травма руки)      | Bellator 39                          | 2 апреля 2011    | 1     | 5:00  |       |            |
| Победа    | 15-9   | Эдвард Гуэдес       | Единогласное решение   | Bellator 33                          | 21 октября 2010  | 3     | 5:00  |       |            |
| Победа    | 14-9   | Нико Пухакка        | Единогласное решение   | Fight Festival 28                    | 16 октября 2010  | 3     | 5:00  |       |            |
| Поражение | 13-9   | Михаил Малютин      | Единогласное решение   | Ring of Combat 31                    | 24 сентября 2010 | 3     | 5:00  |       |            |
| Победа    | 13-8   | Брэндон Адамсон     | Сдача (удушение сзади) | Urban Conflict Championship 3        | 10 сентября 2010 | 1     | 3:06  |       |            |
| Поражение | 12-8   | Ронис Торрес        | Сдача (кимура)         | Jungle Fight 10                      | 12 июля 2008     | 1     | 4:34  |       |            |
| Победа    | 12-7   | Милтон Виейра       | Единогласное решение   | The One: VIP Fighting                | 13 февраля 2008  | 3     | N/A   |       |            |
| Поражение | 11-7   | Тацуя Кавадзири     | Единогласное решение   | Yarennoka!                           | 31 декабря 2007  | 2     | 5:00  |       |            |
| Победа    | 11-6   | Пол Дейли           | Единогласное решение   | Cage Rage 19                         | 9 декабря 2006   | 3     | 5:00  |       |            |
| Поражение | 10-6   | Йоаким Хансен       | KO (удар коленом)      | Pride Bushido 10                     | 2 апреля 2006    | 1     | 7:09  |       |            |
| Поражение | 10-5   | Таканори Гоми       | Единогласное решение   | Pride Bushido 9                      | 25 сентября 2005 | 2     | 5:00  |       |            |
| Победа    | 10-4   | Наоюки Котани       | KO (удары)             | Pride Bushido 9                      | 25 сентября 2005 | 1     | 0:11  |       |            |
| Поражение | 9-4    | Таканори Гоми       | KO (удары руками)      | Pride Bushido 7                      | 22 мая 2005      | 1     | 3:46  |       |            |
| Победа    | 9-3    | Луис Фирмину        | Раздельное решение     | Pride Bushido 6                      | 3 апреля 2005    | 2     | 5:00  |       |            |
| Победа    | 8-3    | Режиклаудиу Маседу  | TKO (удары руками)     | Storm Samurai 5                      | 5 ноября 2004    | 2     | 2:23  |       |            |
| Победа    | 7-3    | Эдуарду Симойнс     | TKO (удары)            | Storm Samurai 4                      | 7 августа 2004   | 1     | 1:36  |       |            |
| Поражение | 6-3    | Тони Десоуза        | Единогласное решение   | Meca World Vale Tudo 11              | 5 июня 2004      | 3     | 5:00  |       |            |
| Победа    | 6-2    | Родригу Руас        | TKO (удары руками)     | Brazil Super Fight                   | 19 сентября 2003 | 1     | 1:26  |       |            |
| Победа    | 5-2    | Кристиану Марселу   | Сдача (удары коленями) | Meca World Vale Tudo 6               | 31 января 2002   | 1     | 8:30  |       |            |
| Победа    | 4-2    | Фабрисиу Камойнс    | TKO (удары руками)     | Meca World Vale Tudo 3               | 14 ноября 2000   | 2     | 1:36  |       |            |
| Поражение | 3-2    | Хаято Сакураи       | Единогласное решение   | Shooto: R.E.A.D. 8                   | 4 августа 2000   | 3     | 5:00  |       |            |
| Победа    | 3-1    | Андерсон Силва      | Единогласное решение   | Meca World Vale Tudo 1               | 27 мая 2000      | 2     | 10:00 |       |            |
| Поражение | 2-1    | Антониу Антониу     | Решение судей          | Brazil Free Style: The Best Fighters | 14 мая 1997      | 1     | 10:00 |       |            |
| Победа    | 2-0    | Аллен Клэнтон       | Сдача (удары руками)   | Brazil Free Style: The Best Fighters | 14 мая 1997      | 1     | 5:18  |       |            |
| Победа    | 1-0    | Алешандри Алешандри | Сдача (удары руками)   | Brazil Free Style: The Best Fighters | 14 мая 1997      | 1     | 1:52  |       |            |